# Ranchería de Guadalupe
Ranchería de Guadalupe är en ort i Mexiko.   Den ligger i kommunen Mexquitic de Carmona och delstaten San Luis Potosí, i den centrala delen av landet, 400 km nordväst om huvudstaden Mexico City. Ranchería de Guadalupe ligger 1 878 meter över havet och antalet invånare är 947.
Terrängen runt Ranchería de Guadalupe är varierad. Ranchería de Guadalupe ligger nere i en dal. Runt Ranchería de Guadalupe är det ganska tätbefolkat, med 54 invånare per kvadratkilometer. Närmaste större samhälle är Ahualulco, 9,7 km norr om Ranchería de Guadalupe. Omgivningarna runt Ranchería de Guadalupe är i huvudsak ett öppet busklandskap.